# Jonathan Goldstein (Filmemacher)

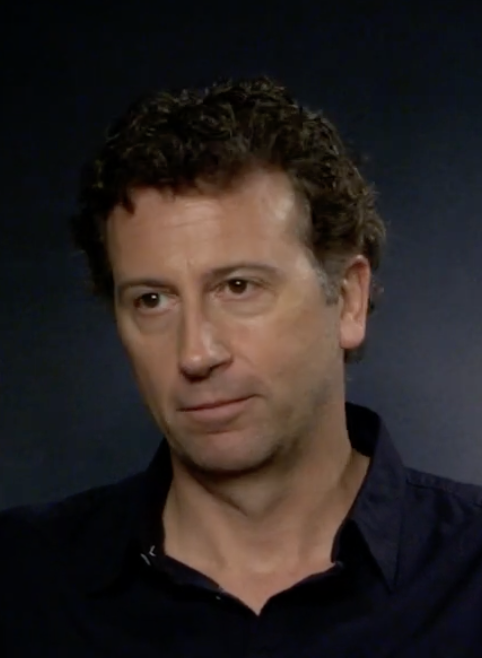
Jonathan Goldstein, 2018

Jonathan Michael Goldstein (* 2. September 1968 in New York City) ist ein US-amerikanischer Drehbuchautor, Filmregisseur und Produzent.

## Leben
Jonathan Goldstein wurde 1968 in New York geboren.
Im Jahr 1980 zog er mit seiner Familie nach Beachwood in Ohio, wo er 1986 seinen Abschluss an der Beachwood High School machte.
Er besuchte die University of Michigan und die Harvard Law School und war nach seinem Abschluss dort im Jahr 1995 drei Jahre lang als Unternehmensanwalt tätig.
Vom Anwaltsberuf unerfüllt, zog er 1998 nach Los Angeles und begann mit dem Schreiben von Drehbüchern, unter anderem für Sitcoms wie Hausmeister Stubbs, Geena Davis, Good Morning, Miami, Four Kings und The New Adventures of Old Christine.
Im Jahr 2007 verkaufte Goldstein in Zusammenarbeit mit seinem Schreibpartner John Francis Daley sein erstes Drehbuch mit dem Titel The $40.000 Man. Gemeinsam mit Daley schrieb er die Drehbücher für die Filme Kill the Boss, Vacation – Wir sind die Griswolds und Spider-Man: Homecoming. Bei der schwarzen Komödie Game Night von 2018 nach einem Drehbuch von Mark Perez und mit Jason Bateman und Rachel McAdams in den Hauptrollen führten er und Daley gemeinsam Regie. Für den Fantasy-, Action- und Abenteuerfilm Dungeons & Dragons: Ehre unter Dieben, der Ende März 2023 in die US-amerikanischen und deutschen Kinos kam, schrieben sie das Drehbuch und führten zudem gemeinsam Regie.
Seit 2007 ist Goldstein mit der US-amerikanischen Schriftstellerin Adena Halpern verheiratet.

## Filmografie (Auswahl)
Als Regisseur
- 2015: Vacation – Wir sind die Griswolds (Vacation)
- 2018: Game Night
- 2020: In the Dark (Fernsehserie, Episode 2x01)
- 2023: Dungeons & Dragons: Ehre unter Dieben (Dungeons & Dragons: Honor Among Thieves)

Als Drehbuchautor
- 1999–2000: Teenage Werewolf (Big Wolf on Campus, Fernsehserie, 2 Episoden)
- 2000: Hausmeister Stubbs (The PJs, Fernsehserie, Episode 2x12)
- 2000–2001: Disneys Wochenend-Kids (The Weekenders, Fernsehserie, Episode 2x06)
- 2001: Geena Davis (The Geena Davis Show, Fernsehserie, 2 Episoden)
- 2003–2004: Good Morning, Miami (Fernsehserie, 5 Episoden)
- 2006–2007: The New Adventures of Old Christine (Fernsehserie, 3 Episoden)
- 2011: Shit! My Dad Says ($#*! My Dad Says, Fernsehserie, Episode 1x12)
- 2011: Bones – Die Knochenjägerin (Bones, Fernsehserie, Episode 6x18)
- 2011: Kill the Boss (Horrible Bosses)
- 2013: Der unglaubliche Burt Wonderstone (The Incredible Burt Wonderstone)
- 2013: Wolkig mit Aussicht auf Fleischbällchen 2 (Cloudy With a Chance of Meatballs 2)
- 2015: Vacation – Wir sind die Griswolds (Vacation)
- 2017: Spider-Man: Homecoming
- 2021: Vacation Friends
- 2023: Dungeons & Dragons: Ehre unter Dieben (Dungeons & Dragons: Honor Among Thieves)

Als Filmproduzent
- 2019: Stuber – 5 Sterne Undercover (Stuber)